# Шігабутдін Марджані
Шігабутдін Марджані (Шігабутдін бін Багаутдін аль-Казані аль-Марджані, тат. Шиһабетдин Мәрҗани, нар. 16 січня 1818, Ябинчі — 18 квітня 1889, Казань, Татарстан) — татарський мусульманський богослов, просвітник. Марджані також відомий як етнограф, археограф, сходознавець і педагог. Згідно Мурату Рамзі, є найбільшим татарським істориком свого часу.

## Біографія
Шіхабуддін Марджані народився 16 січня 1818 року у селі Ябинчі, нинішнього Атнінського району Республіки Татарстан.
Освіту здобув в медресе села Ташкічу Казанського повіту, Бухарі та Самарканді.
У сімнадцятирічному віці він почав викладати в медресе та, будучи незадоволеним підручником морфології перської мови, склав власний. 1838 року Марджані вирушив до Бухари для продовження освіти, а потім переїхав до Самарканда.
1848 року, після одинадцятирічної відсутності, з новим багажем знань Марджані повернувся на батьківщину та в березні 1850 був призначений імамом-мударрісом 1-ї Казанської мечеті.
1867 року Оренбурзьке магометанське духовне зібрання призначило Марджані на посаду ахуна та мухтасіба Казані, що стало безсумнівним визнанням його діяльності з боку керівництва мусульман. З офіційними світськими властями у Марджані також встановлюються позитивні контакти. Він виконує окремі доручення казанської губернської влади: стежить за виданням тексту Корану в казанській друкарні; організовує збір грошей для кавказьких народів, які постраждали від землетрусу; складає звіти про народження, одруження і смерть мусульман для державних установ; бере участь в судових засіданнях при проголошенні клятв мусульманами. Згодом ім'я Марджані стало відомим далеко за межами Казані: в 1870 році виходить у світ його книга «Назратуль-хакк», з новими для того часу і його рідного середовища релігійно-реформаторськими ідеями, що принесла авторові широку популярність не тільки на батьківщині, але і на всьому мусульманському Сході.
Шігабутдінов Марджані похований на Татарському кладовищі Ново-татарської слободи.

## Творчість
Просвітницькі ідеї Марджані охоплюють найрізноманітніші аспекти оновлення суспільного життя татарського народу, включаючи в себе думки про необхідність отримання татарським населенням світської освіти, засвоєння прогресивної спадщини минулого (античної, арабської думки) і справжньої (російської та західноєвропейської культур). Вченого турбували і питання виховання національної самосвідомості татарського народу, турбувало його добробут, соціально-економічне та політичне становище. Вважаючи просвітництво самим потужним знаряддям прогресу, вчений намагався визволити свій народ зі «сплячки». Вчений прагнув відповісти на багато питань, які підіймало татарське суспільство, що інтенсивно розвивалося: «оновити віру», підняти соціально-політичний і культурний рівень татарського народу, долучити його до сучасної цивілізації. Релігійні погляди Марджані проявляються в критиці питань каляма (напрямок в ісламській теології). Треба було робити реформу медресе, перетворення викладання. Багато хто вважає Марджані передвісником джадидизського руху в Росії. Саме він заклав його основи — реформу викладання в медресе, що сприяла засвоєнню татарським народом передових досягнень світової культури і науки. Марджані написав понад 30 творів, велика частина яких була видана в основному на арабській мові. Не всі твори, написані вченим, побачив світ. Багато до цих пір ще не виявлені. Високий рівень релігійних знань Марджані, його діяльність в якості педагога, релігійного діяча, історика, просвітителя, залишаться помітним явищем у вітчизняній історії.

## Пам'ять
- У 2002 році Інституту історії Академії наук Республіки Татарстан присвоєно ім'я Шігабутдінова Марджані — «Інститут історії ім. Ш. Марджані АН РТ».
- Іменем Шігабутдінова Марджані названий видавничий дім, що спеціалізується на випуску літератури з ісламознавства.
- Його ім'я носить вулиця в Вахітовському районі Казані, Правобережному районі Магнітогорську, м. Єлабуга, а також в м. Альмет'євську.
- Іменем Шігабутдінова Марджані названа Соборна мечеть в Казані.
- Пам'ятник на набережній озера Кабан в Казані[7].
- Коморгузінська середня загальноосвітня школа Атнінського району Республіки Татарстан носить ім'я Шігабутдінова Марджані.

## Твори
- «Хакк аль-ма'ріфа ва хусн аль-Ідрак» («Істина пізнання і краса її осягнення», 1880 р ) — твір про мусульманське право, в якому вчений викладає також свої соціально-політичні погляди;
- «Мустафад аль-Ахбар фі ахваль Казан ва Булгар» («Джерело відомостей про справи Казані і Булгара», 1885 р.) — історична праця про Волзьку Булгарію і Казанське ханство;
- «Кітаб аль-хікма аль-баліга аль-Джіннія фі шарх аль-акаід аль-ханафія» («Книга про віровчення ханафі», 1888 р ) — твір, в якому Марджані викладає свої релігійно-філософські погляди;
- «Біт-тарікат аль-муслава аль-акідат аль- хусна» («Гідним наслідування шляхом і найкращим переконанням», 1890 р.) — праця, видана після смерті Марджані, про деякі проблеми логіки і пізнання.